# John Fultz
John Leslie Fultz (Boston, 20 ottobre 1948 – Bologna, 13 gennaio 2023) è stato un cestista e allenatore di pallacanestro statunitense, professionista in Italia, Svizzera e Portogallo.
Nel 1971-72 è stato il miglior marcatore del campionato italiano, segnando 655 punti con la Norda Bologna. Suo figlio Robert è stato un giocatore professionista italiano di basket.

## Carriera

### Giocatore

#### College
Si mette in luce nella Yankee Conference della NCAA giocando da centro per i Rams della Università del Rhode Island. Debutta in prima squadra nella stagione 1967-68 e con una media di 16,7 punti a partita contribuisce alla vittoria del college nella Conference a pari merito con la Università del Massachusetts di Julius Erving. Nei due anni successivi si ripetono i duelli con il popolare Doctor J e chiude l'esperienza nel college con le medie di 9,7 rimbalzi e 20,5 punti a partita in tre stagioni, risultando a quel tempo il quinto miglior realizzatore di sempre della franchigia.
Grazie alle ottime prestazioni, alla fine del campionato 1969-70 Fultz disputa con i Los Angeles Lakers la Summer League nella quale si fa apprezzare come ala piccola. Si trova comunque chiuso in questo ruolo da Jim McMillian e i Lakers gli offrono un modesto contratto al minimo sindacale, sostenendo che ha bisogno di molto lavoro dopo aver giocato a lungo come centro. Fultz rifiuta e partecipa quindi a New York al North South All Star Game, incontro che vede impegnati i migliori talenti espressi dal basket di college, a cui partecipano anche lo stesso McMillian, Mel Davis, Calvin Murphy e Claude English. Segna 34 punti, viene eletto Most Valuable Player e a fine partita viene avvicinato da Aza Nikolić, allenatore della Ignis Varese, che lo convince a trasferirsi in Italia.

#### Ignis Varese
I varesini erano reduci dai trionfi in campionato e in coppa dei campioni e schieravano il fuoriclasse messicano Manuel Raga. A quel tempo era consentito di iscrivere un solo straniero per squadra nelle competizioni italiane e Fultz si accontenta di giocare solo come straniero di coppa. La sua prima stagione in Italia è positiva; contribuisce alla vittoria nella Coppa Intercontinentale e, a fine stagione, a raggiungere la finale di Coppa dei campioni dove è il miglior realizzatore dell'Ignis con 22 punti, ma il trofeo viene vinto dal CSKA Mosca.

#### Virtus Bologna
Per la stagione successiva accetta l'ottimo contratto offerto dal presidente della Virtus Gianluigi Porelli e si trasferisce a Bologna. La squadra stava cercando un rilancio dopo tre stagioni mediocri, durante le quali alle partite interne assistevano in media solo 2 000 spettatori. L'arrivo di Fultz fa rinascere la passione dei tifosi e già alla fine della prima stagione il Palasport di piazza Azzarita torna a far registrare il tutto esaurito. Di particolare rilievo sono i duelli che Fultz ingaggia con Gary Schull nei derby con la Fortitudo. La squadra chiude l'annata al quinto posto e Fultz vince la classifica dei marcatori.
Durante il primo anno a Bologna si avvicina agli ideali del movimento hippy; il rifiuto della guerra, l’amore libero, le esperienze alternative e l'uso di droghe diventano abitudini. Si fa crescere i capelli lunghi e li tiene insieme con una fascia che, assieme ai tratti somatici della faccia, gli valgono il soprannome Kociss. A fine stagione è chiamato a fare un nuovo provino con i Lakers, ma viene messo sotto controllo dalle forze dell'ordine statunitensi, che trovano in suo possesso della cocaina, e viene definitivamente scartato dalla franchigia dell'NBA. Fra le avventure legate al suo stile di vita di quel periodo vi è l'acquisto di un locale a Amsterdam, considerata in quegli anni una delle mete favorite dagli hippy.
La sua sregolatezza non gli impedisce di continuare a giocare con profitto per la Virtus che nel campionato 1972-73 si conferma tra le squadre a ridosso del terzetto composto da Varese, Milano e Cantù. La sua stagione migliore a Bologna è quella successiva in cui, agli ordini del nuovo allenatore Dan Peterson, la squadra finisce quarta in campionato e vince la Coppa Italia, primo trofeo della Virtus dopo 18 anni, mentre Fultz è terzo nella classifica marcatori. Per la nuova stagione i bolognesi ingaggiano il campione Tom McMillen, titolare della Nazionale statunitense e futura stella dell'NBA, e rinunciano a Fultz. Chiude l'esperienza bolognese con 1905 punti in 70 partite di campionato, con una media di 27,2 punti e 10,8 rimbalzi a partita. Questa media punti è tuttora la seconda tra i giocatori della Virtus dopo quella che McMillen avrebbe fatto registrare nel suo unico anno a Bologna.

#### Altre squadre
Si trasferisce quindi agli svizzeri del Viganello Basket, dove rimane tre anni con una media di 36 punti a gara e percentuali del 63% su azione e del 93% sui tiri liberi. Vive un grande momento di forma ma il livello del basket elvetico non lo soddisfa e vorrebbe tornare a giocare in Italia; problemi con il manager e burocratici glielo impediscono. In questo periodo riesce a risolvere i problemi di dipendenza dalla droga grazie alla meditazione trascendentale e con la pratica dello yoga. Nella stagione 1976-77, al suo ultimo anno con la squadra svizzera, il Viganello si aggiudica la Coppa Svizzera, primo trofeo nazionale della sua storia.
Nel 1977 viene ingaggiato dall'ambiziosa Austria Vienna, che aspira a mettersi in evidenza a livello continentale anche per i due cestisti professionisti naturalizzati austriaci che giocano nelle sue file. Un grave infortunio subito a inizio campionato gli pregiudica l'intera stagione. In quella successiva trova finalmente un ingaggio che gli permette di tornare in Italia, alla Postalmobili Pordenone allenata dall'ex rivale della Fortitudo Corrado Pellanera. La squadra è appena stata promossa in serie A2 e quello stesso anno viene ulteriormente rafforzata con l'acquisto del veterano Massimo Masini. Nell'unica stagione a Pordenone, Fultz contribuisce alla tranquilla salvezza raggiunta dalla squadra con oltre 26 punti di media a partita.
Si trasferisce poi in Portogallo per giocare con lo Sporting Lisbona nella stagione 1980-81; contribuisce alla conquista del titolo nazionale imponendosi come miglior marcatore del torneo con 294 punti in 10 partite. Sarà l'unico campionato nazionale di primo livello vinto da Fultz. L'ultima stagione da professionista la gioca all'Atlético di Lisbona nel 1981-82. Torna quindi in Italia, dove continuerà a giocare a livello semi-professionistico e dilettantistico fino ad oltre cinquant'anni.

### Allenatore e altri lavori
Nel corso della carriera, Fultz ha sempre considerato Bologna e la Virtus la città e la squadra del suo cuore. Ha sposato una bolognese e alla Virtus ha iniziato la carriera di vice-allenatore prima e di allenatore nelle giovanili poi. Tra i giovani che segue in questo periodo ci sono Gus Binelli e Maurizio Ragazzi. Diventa quindi coach in alcune squadre di leghe minori e nel 1987 gli viene affidata la prima squadra di Palmi in serie C. Segue poi il periodo con la squadra di San Giovanni Valdarno, con cui conquista la B2. Nel 1990 viene ingaggiato dalla Pallacanestro Firenze, allora in serie A1, come vice di Rudy D'Amico e come tecnico degli juniores. In questo ambito allena per un periodo un giovanissimo Kobe Bryant, il cui padre gioca a Pistoia. L'annata successiva rimane con la compagine fiorentina retrocessa in A2 e l'anno dopo ne diventa allenatore capo, non riuscendo a salvarla dalla retrocessione in B1. L'ultima stagione a Firenze è il 1993-94, con la squadra nuovamente retrocessa.
Segue quindi una parabola che tra il 1994 e il 2006 lo porta ad allenare a Ginevra in Svizzera, a Ferrara, a Napoli, a Torino, a Torre Annunziata, a Piscinola, a Lucera, a Tortora e a San Giorgio a Cremano. Nel 2011 viene pubblicata la sua autobiografia Mi chiamavano Kociss. Ha seguito le fasi della carriera cestistica del figlio Robert, in possesso di passaporto italiano e portoghese, ed ha spesso insegnato la lingua inglese in scuole italiane.
Il 13 gennaio 2023, Fultz morì a Bologna per le conseguenze di un grave incidente in moto occorso qualche mese prima.

## Palmarès
- Coppa Intercontinentale: 1

Pall. Varese: 1970
- Coppa Italia: 1

Virtus Bologna: 1974
- Coppa Svizzera: 1

Viganello: 1977
- Liga Portuguesa de Basquetebol: 1

Sporting Lisbona: 1980-81

## Statistiche
Statistiche aggiornate al 1º gennaio 2009
| Stagione        | Squadra                | Competizione | Partite | Partite | Partite | Statistiche tiro | Statistiche tiro | Statistiche tiro | Altre statistiche | Altre statistiche | Altre statistiche | Altre statistiche | Altre statistiche |
| Stagione        | Squadra                | Competizione | Pres.   | Titol.  | Minuti  | Tiri da 2        | Tiri da 3        | Liberi           | Rimb.             | Assist            | Rubate            | Stopp.            | Punti             |
| --------------- | ---------------------- | ------------ | ------- | ------- | ------- | ---------------- | ---------------- | ---------------- | ----------------- | ----------------- | ----------------- | ----------------- | ----------------- |
| 1971-1972       | Norda Bologna          | Serie A      |         |         |         |                  |                  |                  |                   |                   |                   |                   | 655               |
| 1978-1979       | Postalmobili Pordenone | Serie A2     | 25      |         | 918     | 275/492          |                  | 110/136          | 168               | 15                | 27                | 4                 | 660               |
| Totale carriera |                        |              |         |         |         |                  |                  |                  |                   |                   |                   |                   |                   |